# Conselho Nacional da Suíça
O Conselho Nacional da Suíça (em alemão:  Nationalrat; em francês:  Conseil national; em italiano:  Consiglio nazionale; em romanche:  Cussegl naziunal) é a câmara baixa da Assembleia Federal da Suíça , sendo a câmara alta o Conselho de Estados. Com 200 assentos, o Conselho Nacional é a maior das duas casas.
Os cidadãos adultos elegem os membros do conselho, que são chamados de Conselheiros Nacionais, para mandatos de quatro anos. Esses membros são distribuídos aos cantões suíços em proporção à sua população. Ambas as casas se encontram no Palácio Federal da Suíça em Berna.

## Ligações Externas
- Media relacionados com Conselho Nacional no Wikimedia Commons
- Página oficial